# Tuareg (album)
Tuareg è il secondo album in studio del gruppo musicale Agricantus, pubblicato in Italia nel 1996.

## Descrizione
È ispirato alle tradizioni musicali del popolo tuareg.

## Tracce
Testi e musiche sono degli Agricantus
1. Ummiri  (T. Acquaviva) sotto pseudonimo Agricantus
2. Hala hala  (T.Acquaviva– R.Wiederkehr) sotto pseudonimo Agricantus
3. Ljuljuten (tin-zawatine)  (T.Acquaviva – M.Crispi – R.Wiederkehr) sotto pseudonimo Agricantus
4. Com'u ventu  (T.Acquaviva – M.Crispi – R.Wiederkehr) sotto pseudonimo Agricantus - Pivio e Aldo de Scalzi
5. Carizzi r'amuri (es souk)  (T.Acquaviva – M.Crispi – R.Wiederkehr) sotto pseudonimo Agricantus - Dentrix
6. Azalai  (T.Acquaviva – R.Wiederkehr) sotto pseudonimo Agricantus
7. Tuareg  (T. Acquaviva) sotto pseudonimo Agricantus
8. Disiu   (T.Acquaviva – M.Crispi – R.Wiederkehr) sotto pseudonimo Agricantus - Pivio e Aldo de Scalzi)
9. Caruvana 'i sali  (T.Acquaviva – G.Panzeca – R.Wiederkehr) sotto pseudonimo Agricantus
10. U coni coni    (T.Acquaviva – R.Wiederkehr) sotto pseudonimo Agricantus
11. Dune   (T. Acquaviva – G.Panzeca – M.Rivera ) sotto pseudonimo Agricantus